# Shirley Chisholm
Shirley Anita St. Hill Chisholm (Nueva York, 30 de noviembre de 1924-Ormond Beach, Florida; 1 de enero de 2005) fue una política, educadora y escritora estadounidense que en 1968 se convirtió en la primera mujer afroamericana elegida para el Congreso de los Estados Unidos y representó al 12.º distrito congresional del estado de Nueva York en la Cámara de Representantes durante siete mandatos de 1969 a 1983. También fue la primera persona afroamericana en tratar de ser candidata presidencial de uno de los grandes partidos de Estados Unidos y la primera mujer, junto con Patsy Mink, en competir por la candidatura presidencial del Partido Demócrata.
Fue elegida para formar parte del National Women's Hall of Fame en 1982; además, en 2015, el presidente Barack Obama le concedió de manera póstuma la Medalla Presidencial de la Libertad, considerada el más alto honor civil de los Estados Unidos.

## Biografía
Shirley Anita St. Hill nació de padres inmigrantes el 30 de noviembre de 1924 en Brooklyn, Nueva York. Era de ascendencia afroguyanesa y afrobarbadense. Tenía tres hermanas menores,  dos nacidas dentro de los tres años de ella y una más tarde.  Su padre, Charles Christopher St. Hill, nació en la Guayana Británica antes de mudarse a Barbados.  Llegó a la ciudad de Nueva York a través de Antilla (Cuba), en 1923.  Su madre, Ruby Seale, nació en Christ Church, Barbados y llegó a la ciudad de Nueva York en 1921.
Charles St. Hill trabajaba en una fábrica de bolsas de estopa y como ayudante en una panadería. Ruby St. Hill era una habilidosa costurera y trabajadora doméstica, y le costaba trabajar y criar a sus hijas al mismo tiempo. Por ello, en noviembre de 1929 cuando Shirley acababa de cumplir cinco años, ella y sus hermanas fueron enviadas a Barbados para vivir con su abuela materna, Emaline Seale. Ella manifestó que, "La abuelita me dio fuerza, dignidad y amor. Aprendí desde pequeña que yo era alguien. No necesitaba una revolución negra para aprenderlo." St. Hill y sus hermanas vivieron en la granja de su abuela en el pueblo de Vauxhall en Christ Church, donde fue a la escuela del lugar. Volvió a EE. UU. el 19 de mayo de 1934. A raíz de su tiempo en Barbados, Shirley habló toda su vida con acento caribeño. En su autobiografía de 1970 Unbought and Unbossed, escribió: "Años después entendería el maravilloso regalo que me habían hecho mis padres asegurándose de que recibiera una estricta y tradicional educación británica en Barbados. Es la razón fundamental de que ahora no me cueste ni hablar ni escribir." Por ese tiempo que pasó en la isla, y a pesar de haber nacido en los EE.UU, St. Hill siempre se consideraría a sí misma una americana-barbadense.
Desde 1939, St. Hill fue a una escuela femenina en Bedford–Stuyvesant en Brooklyn, una escuela de integración con buena reputación a la que acudían niñas desde todo Brooklyn. St. Hill consiguió su Bachiller Universitario en Letras en el Brooklyn College en 1946, ganando varios premios por sus habilidades en el debate. Además, mientras estuvo allí fue miembro de la sororidad Delta Sigma Theta y de la sociedad Harriet Tubman. Como miembro de esta última, Chisholm luchó por la inclusión, especialmente en lo que se refiere a la integración de los soldados negros en el ejército durante la Segunda Guerra Mundial, porque se añadieran cursos centrados en la historia afroamericana, y por qué hubiera más mujeres en el movimiento estudiantil. Sin embargo, esta no sería su primera incursión en el activismo o la política. Mientras crecía, Chisholm estuvo rodeada de política pues su padre era seguidor de Marcus Garvey así como de los sindicatos. También había visto a su comunidad luchar por sus derechos, como en el caso de los movimientos obreros y anticolonialistas de Barbados.
St. Hill conoció a Conrad O. Chisholm a finales de la década de 1940s. Había migrado a los EE.UU desde Jamaica en 1946 y posteriormente se convirtió en investigador privado especializado en reclamaciones por negligencia. Se casaron en 1949 en una ceremonia al estilo de las Indias Occidentales.

## Primeros años y formación
En 1946, tras graduarse en la universidad, Chisholm empezó a trabajar como profesora asistente en una guardería en Harlem. Dio clase en un centro de educación infantil mientras terminaba su formación y obtuvo su máster de Educación Primaria en el Teachers College -una facultad de educación, medicina y psicología- de la Universidad de Columbia en 1952.
Chisholm se introdujo en el mundo de la política en 1953, cuando se unió a la campaña de Wesley "Mac" Holder para apoyar la elección de Lewis Flagg Jr. como primer juez negro de Brooklyn. La agrupación electoral de Flagg se transformó, posteriormente, en la Liga Política de Bedford-Stuyvesant (BSPL por sus siglas en inglés). La BSPL alentaba a los candidatos a apoyar los derechos civiles, luchaba contra la discriminación racial en el ámbito de la vivienda y trataba de mejorar las oportunidades económicas y los servicios en Brooklyn. Un enfrentamiento con Holder por la insistencia de Chisholm en dar más peso a las mujeres del grupo en la toma de decisiones la llevó a abandonar la Liga Política en torno a 1958.
En 1960, Chisholm se unió a una nueva organización, el Club para la Unidad Democrática (UDC por sus siglas en inglés), presidida por un antiguo miembro del grupo electoral de Flagg, Thomas R. Jones. Los miembros de la UDC eran mayoritariamente de clase media, con representación afroamericana, e incluían a mujeres en posiciones de liderazgo. Chisholm hizo campaña a favor de Jones, que perdió las elecciones de 1960 por un puesto en la asamblea. Dos años después, Jones se presentó de nuevo y ganó, convirtiéndose así en el segundo asambleísta negro de Brooklyn.

## Legisladora estatal

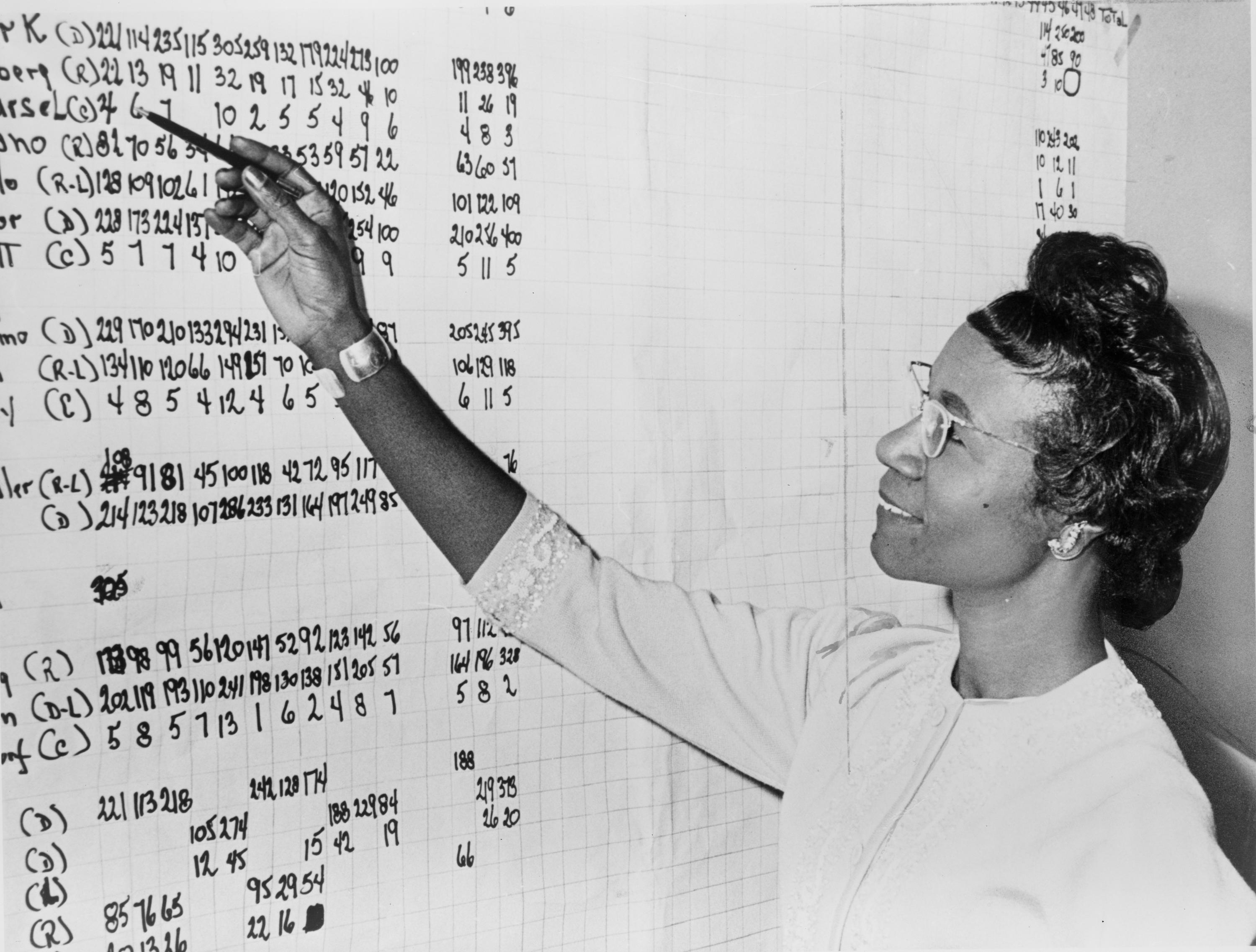
Shirley Chisholm, mirando estadísticas políticas

Después de que Jones prefiriese aceptar un cargo judicial en lugar de presentarse para ser reelegido, Chisholm se postuló para ocupar su escaño en la Asamblea Estatal de Nueva York en 1964. Tuvo que hacer frente a una dura oposición a causa de su género, dado que la UDC vacilaba a la hora de apoyar a una mujer como candidata. Usando su rol como presidenta de la delegación de Brooklyn de Mujeres Clave de EE. UU. (una asociación de ayuda a los más desfavorecidos), Chisholm apeló directamente al voto femenino. Ganó las primarias del Partido Demócrata en junio de 1964 y, en diciembre, consiguió el escaño con más de dieciocho mil votos de ventaja sobre sus rivales republicanos y liberales, quienes no recibieron más de mil novecientos votos.
Chisholm fue miembro de la Asamblea Estatal de Nueva York desde 1965 hasta 1968 —se mantuvo en el cargo durante las legislaturas  175.ª, 176.ª y 177.ª—. Una de sus primeras actividades en la Asamblea fue oponerse a la obligatoriedad del inglés en la prueba estatal de alfabetización, sosteniendo que “sólo por el hecho de que una persona se desenvuelva mejor en su lengua materna no quiere decir que sea analfabeta”.

## Congreso

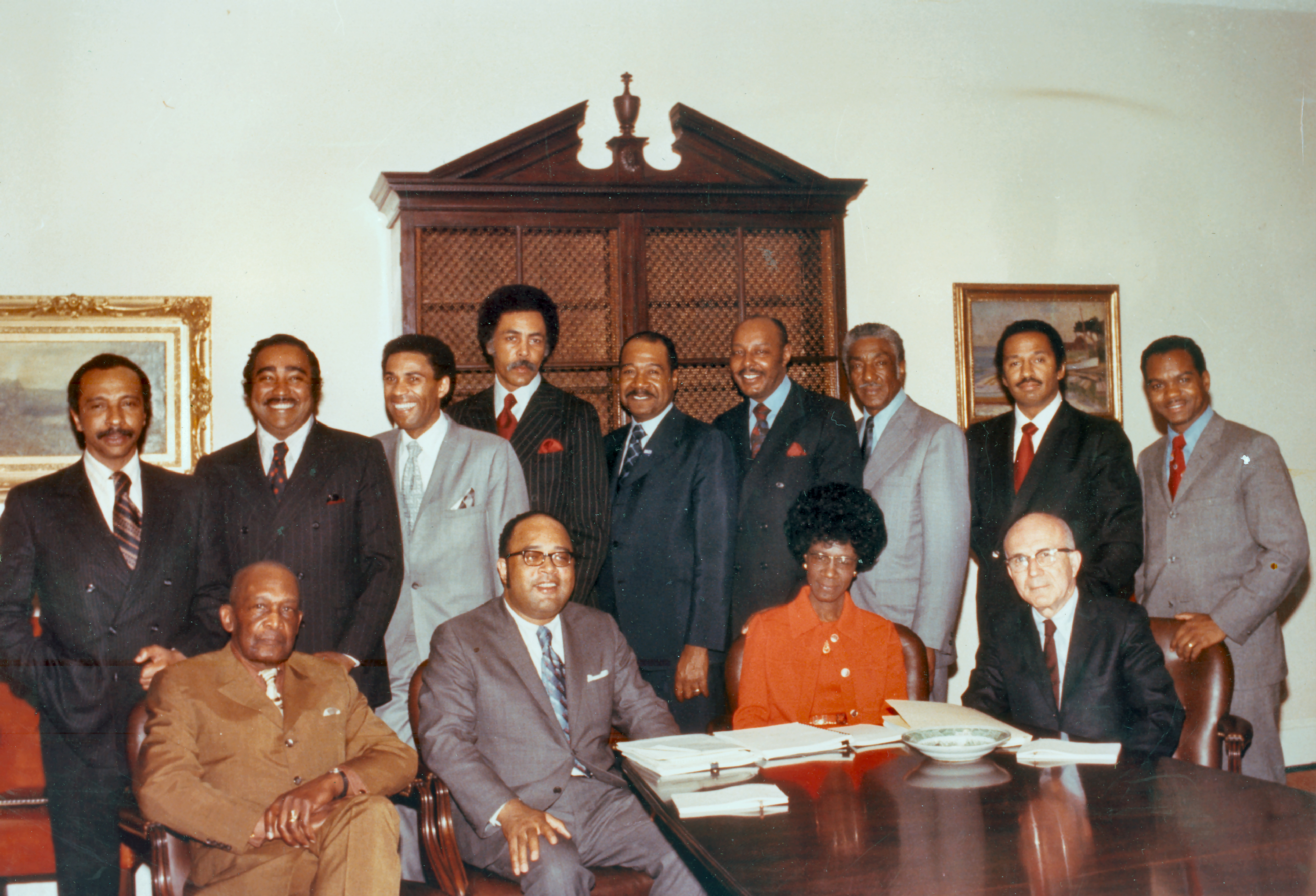
Miembros fundadores del Black Caucus del Congreso estadounidense. Shirley Chisholm aparece sentada en la primera fila.

En 1968 se postuló como candidata a la Cámara de Representantes de EE. UU. por el distrito doce de Nueva York. Su eslogan era “Unbought and unbossed” (“Ni se me compra ni se me ordena”). En las primarias del Partido Demócrata del 18 de junio de 1968, Chisholm derrotó a otros dos oponentes negros, el senador estatal William S. Thompson y la funcionaria sindical Dollie Robertson. Obtuvo una inesperada victoria en las elecciones generales contra James Farmer, exdirector del Congreso para la Igualdad Racial (CORE). Farmer se presentaba como candidato del Partido Liberal con apoyo republicano, y ganó por un margen de aproximadamente dos votos a uno. Chisholm se convirtió en la primera mujer negra en ser elegida para el Congreso y fue la única mujer entre los novatos de aquel año.

## Campaña presidencial de 1972

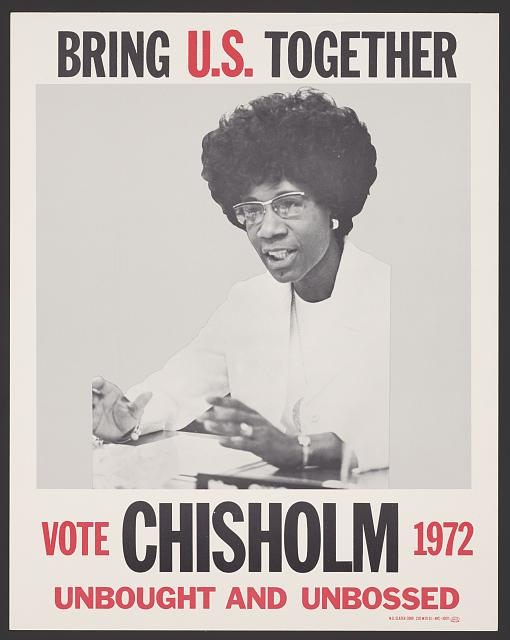
Cartel de Shirley Chisholm para las elecciones de 1972,con jersey blanco y gafas, hablando.

En las elecciones de 1972, Chisholm se convirtió en la primera candidata negra de uno de los principales partidos en aspirar a la presidencia de los EE. UU., convirtiéndose también en la primera mujer de la historia en postularse a la presidencia por el Partido Demócrata (la senadora Margaret C. Smith lo había hecho en 1964, pero en el Partido Republicano). Al anunciar su candidatura, Chisholm se describió a sí misma como una representante del pueblo y ofreció una nueva expresión de la identidad estadounidense: “No soy la representante de la población negra de Estados Unidos, aunque soy negra y estoy orgullosa de serlo. No soy la candidata del movimiento feminista de este país, aunque soy mujer y también estoy orgullosa. Soy la candidata del pueblo y mi presencia ante ustedes simboliza una nueva era en la historia política de Estados Unidos”.
Su campaña no tuvo fondos suficientes, pues sólo se invirtieron trescientos mil dólares. También luchó por ser considerada una candidata seria en lugar de una figura política simbólica; fue ninguneada por gran parte de la clase dirigente del Partido Demócrata y recibió escaso apoyo de sus compañeros negros varones. Años más tarde confesaría: “Cuando me postulé al Congreso y a la presidencia, me topé con más discriminación por ser mujer que por ser negra. Así son los hombres”.
En la votación nominal del 12 de julio de 1972, durante la Convención Nacional Demócrata celebrada en Miami Beach (Florida), Chisholm obtuvo un total de 152 votos. Su mayor apoyo llegó desde Ohio, con 23 delegados (algo más de la mitad de ellos, blancos). Obtuvo el cuarto lugar en las elecciones, por detrás de McGovern, que ganó con 1.728 delegados. Chisholm dijo que se presentaba al cargo "a pesar de las probabilidades desalentadoras... para demostrar su firme voluntad y rechazo a aceptar el statu quo".

## Obra
- Unbought and unbossed (1970)
- Racism and the urban crisis (1970)
- The 51% Minority: An Address (1970)
- The good fight (1973)